# AKIP1
AKIP1 (англ. A-kinase interacting protein 1) – білок, який кодується однойменним геном, розташованим у людей на короткому плечі 11-ї хромосоми. Довжина поліпептидного ланцюга білка становить 210 амінокислот, а молекулярна маса — 23 114.
| 10         |  | 20         |  | 30         |  | 40         |  | 50         |
| ---------- |  | ---------- |  | ---------- |  | ---------- |  | ---------- |
| MDNCLAAAAL |  | NGVDRRSLQR |  | SARLALEVLE |  | RAKRRAVDWH |  | ALERPKGCMG |
| VLAREAPHLE |  | KQPAAGPQRV |  | LPGEREERPP |  | TLSASFRTMA |  | EFMDYTSSQC |
| GKYYSSVPEE |  | GGATHVYRYH |  | RGESKLHMCL |  | DIGNGQRKDR |  | KKTSLGPGGS |
| YQISEHAPEA |  | SQPAENISKD |  | LYIEVYPGTY |  | SVTVGSNDLT |  | KKTHVVAVDS |
| GQSVDLVFPV |  |            |  |            |  |            |  |            |

A: Аланін

C: Цистеїн

D: Аспарагінова кислота

E: Глутамінова кислота

F: Фенілаланін

G: Гліцин

H: Гістидин

I: Ізолейцин

K: Лізин

L: Лейцин

M: Метіонін

N: Аспарагін

P: Пролін

Q: Глутамін

R: Аргінін

S: Серин

T: Треонін

V: Валін

W: Триптофан

Задіяний у такому біологічному процесі, як альтернативний сплайсинг. 
Локалізований у ядрі.